# Semiothisa coronoleucas
Semiothisa coronoleucas là một loài bướm đêm trong họ Geometridae.